# Adela Riera y Carré
Adela Riera y Carré (Figueras, 5 de julio de 1900 - ibidem, 14 de febrero de 1959) fue una bibliotecaria española de la Biblioteca Carles Fages de Climent de Figueras durante la Guerra Civil Española.

## Biografía
Adela Riera, hija de Joan Riera Gaspar y Manel·la Carré Carbón, era la grande de cuatro hermanos. Ella fue la única que estudió.
El año 1919 entró a estudiar en la Escuela Superior de Bibliotecarias de Barcelona. Su primer trabajo un golpe finalizados los estudios fue como auxiliar de biblioteca a Vendrell; unos meses más tarde fue nombrada directora.
Unos años más tarde, y después de una excedencia por causas de salud, Adela Riera entró a trabajar en la biblioteca de Olot haciendo tareas de auxiliar de biblioteca. Fue allá donde conoció al que sería su esposo, Antoni Roca Agustí.
Adela y Antoni Roca se casaron en Figueras en 1928 y tuvieron dos hijos, Adela y en Joan. Dos años antes, Adela Riera había entrado a trabajar en la biblioteca de Figueras y, un año antes, la dirigía sustituyendo a Aurèlia Sabanés Durich.
Adela Riera era simpatizante de ERC y afiliada a la UGT, hechos que desencadenaron una sanción al inicio de la posguerra.
El 7 de agosto del 1939, después de una primera causa judicial, el juez Carlos Galán Calderón recibió un informe expedido por la FET y la JONS donde se especificaba que Adela Riera era una persona con una buena conducto pero con ideas de izquierdas y simpatizante del gobierno republicano. Debido a este hecho, se abrió un expediente a la bibliotecaria que la suspendía de trabajo y sueldo y fue sustituida por Antònia Freixas.
Riera recorrió la sanción y el juez pidió un segundo informe a la Falange de la localidad, que nunca llegó. De este modo, el 15 de enero del 1940, Adela Riera se pudo volver a reincorporar al trabajo. De todos modos, no fue la última vez que se vería suspendida de sueldo y trabajo por motivos ideológicos.

## La «poda» de libros
Adela Riera visitó la biblioteca popular de Figueras el día 9 de febrero del 1939 para constatar el impacto del bombardeo que había sufrido la ciudad días antes. La bibliotecaria pidió al nuevo alcalde, Josep Jou, que enviara peones para retirar los libros enterrados bajo el escombro.
Unos par de años antes, en 1937, el gobierno franquista creó comisiones depuradoras encargadas de ir a todas las bibliotecas públicas, popular y escolares para retirar todo aquel material que contuviera ideas de carácter inmoral o de doctrina marxista. Me resumen, todo aquello que fuera en contra de las ideas del bando nacional. En Figueras, estas tareas se iniciaron en agosto del 1939.
El abril de 1940, se dio por finalizada la tarea con un total de 187 obras. Estas obras permanecieron en la Biblioteca un año, tiempo que Adela Riera aprovechó para escribir a la Responsable de Cultura de la Diputación de Gerona, para hablar del tema e intentar poner remedio. El año 1941, sin embargo, se hizo efectivo el traslado de los libros y Antònia Freixas lo supervisó, puesto que Adela Riera se tuvo que ausentar de Figueras. Durante años, Riera intentó que las obras volvieran a la Biblioteca Popular de Figueras, sin éxito. No fue hasta el 21 de diciembre de 1999 que la Diputación de Gerona hizo el libremente de 103 obras que habían sido retiradas del fondo de la biblioteca de Figueras por motivos ideológicos.